# Mission: Impossible – Rogue Nation (soundtrack)
Mission: Impossible – Rogue Nation is de originele soundtrack van de gelijknamige film uit 2015, gecomponeerd door Joe Kraemer.
Joe Kraemer, die eerder samenwerkte met regisseur Christopher McQuarrie op The Way of the Gun en Jack Reacher werd in september 2014 aangekondigd als de componist voor de film. De soundtrack werd opgenomen met kleine orkestrale secties in British Grove Studios en met volledig orkest in Abbey Road Studios. Het thematische materiaal van Lalo Schifrin uit de televisieserie is ook te horen bij de tracks "Escape to Danger" en "Finale and Curtain Call". Puccini's Nessun dorma aria van zijn opera Turandot, is te zien in de opera house scène. Het album als muziekdownload werd op 28 juli 2015 uitgebracht bij Paramount Music, waarbij de compact disc-versie op dezelfde dag werd uitgebracht door La-La Land Records.

## Tracklist
Alle muziek is geschreven door Joe Kraemer.
| Nr. | Titel                                          | Duur |
| --- | ---------------------------------------------- | ---- |
| 1.  | The A400                                       | 6:38 |
| 2.  | Solomon Lane                                   | 4:08 |
| 3.  | Good Evening, Mr. Hunt                         | 2:35 |
| 4.  | Escape to Danger                               | 2:46 |
| 5.  | Havana to Vienna                               | 5:13 |
| 6.  | A Flight at the Opera                          | 2:23 |
| 7.  | The Syndicate                                  | 3:44 |
| 8.  | The Plan                                       | 3:21 |
| 9.  | It's Impossible (CD Exclusive Track)           | 1:23 |
| 10. | The Torus                                      | 7:02 |
| 11. | Morocco Pursuit                                | 2:29 |
| 12. | Grave Consequences                             | 4:12 |
| 13. | A Matter of Going                              | 5:05 |
| 14. | The Blenheim Sequence                          | 4:00 |
| 15. | Audience with the Prime Minister               | 4:23 |
| 16. | This is the End, Mr. Hunt (CD Exclusive Track) | 3:48 |
| 17. | A Foggy Night in London                        | 2:10 |
| 18. | Meet the IMF                                   | 1:47 |
| 19. | Finale and Curtain Call                        | 6:14 |